# Yiğitler (Nazımiye)
Yiğitler (kurd. Kirik) ist ein fast verlassenes, nur zeitweilig bewohntes (Stand 2009) kurdisches Dorf im Landkreis Nazımiye der türkischen Provinz Tunceli. Yiğitler liegt ca. 8 km westlich der Kreisstadt Nazımiye, nahe der Verbindungsstraße zwischen Tunceli und Nazımiye auf 1.130 m über dem Meeresspiegel.
Yiğitler gehört zum Bucak Nazımiye-Zentrum. Im Jahre 1985 lebten in Yiğitler 159 Menschen. Im Jahre 2009 waren aufgrund der einsetzenden Landflucht noch 17 Menschen dort verblieben.
Der betagte Muhtar Hıdır Özmen berichtete 2009, das in den 1980er Jahren 60 Haushalte im Dorf gelebt hätten. Nach der Brandschatzung der Schule und „einigen anderen Schwierigkeiten“ habe die Dorfbevölkerung das Dorf langsam aber sicher verlassen. In den 1990er Jahren seien nur noch 4 bis 5 Häuser verblieben. Im Jahre 2009 wurde Yiğitler nur noch in den Sommermonaten bewohnt.
Der Name Kirik ist der ursprüngliche Ortsname. In der Volkszählung von 1965 wird Kirik noch als Alternativbezeichnung aufgeführt.